# Gießstab

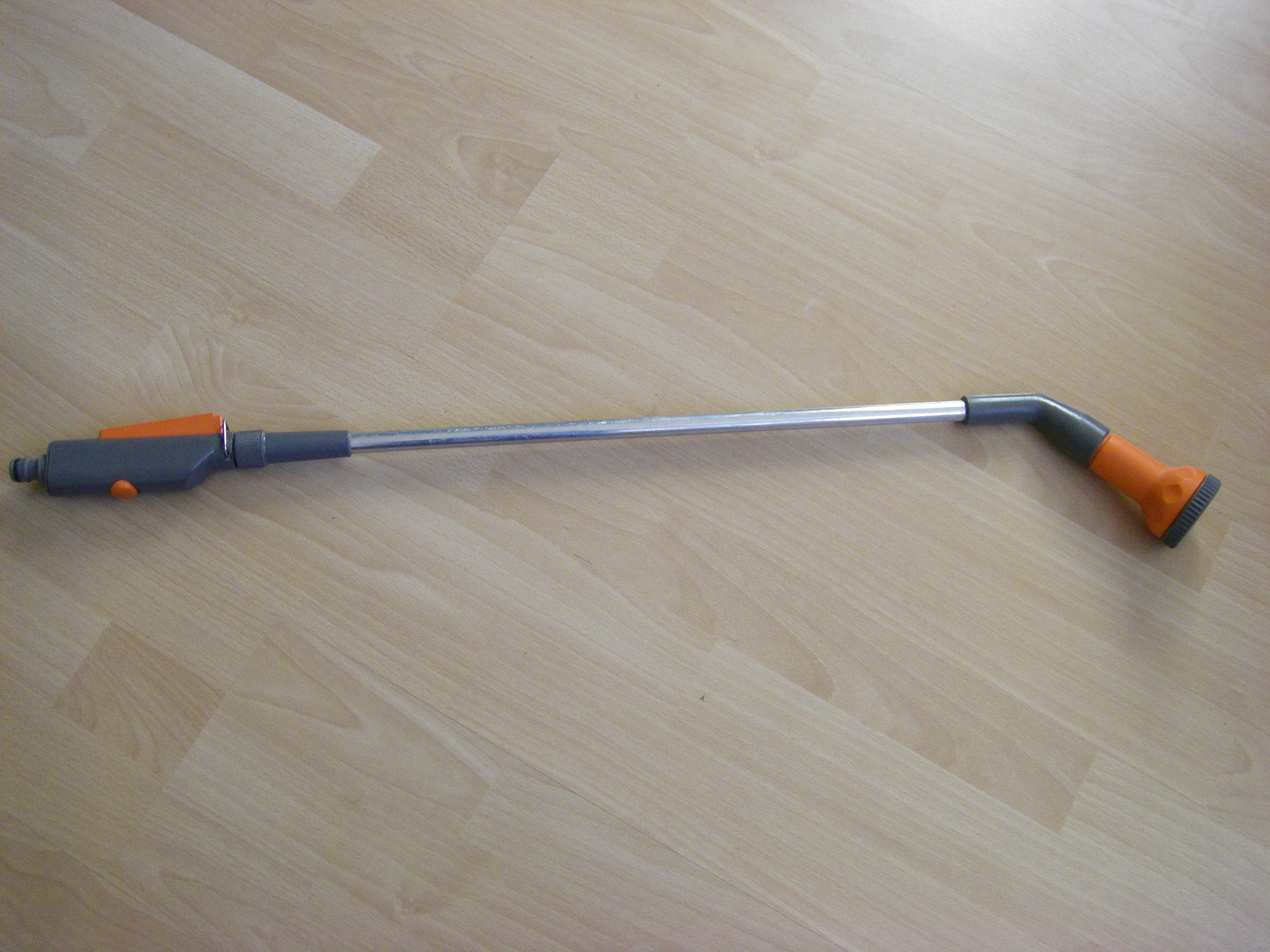
Ein Gießstab

Ein Gießstab ist ein zum Bewässern von Pflanzen benutztes Gartengerät. Es besteht aus einem meist aus Aluminium gefertigten Verlängerungsrohr, einem daran befestigten Brausekopf und einem Absperrhahn am unteren Ende. Er wird hauptsächlich zum Bewässern entlegener und großer Pflanzen verwendet.